# Sprinkhaangors
De sprinkhaangors (Ammodramus savannarum) is een vogelsoort uit de familie emberizidae.

## Verspreiding en leefgebied
Deze soort komt voor op graslanden in Canada, de Verenigde Staten, Mexico en Centraal-Amerika en telt twaalf ondersoorten:
- A. s. perpallidus: zuidwestelijk Canada en de centrale en westelijke Verenigde Staten.
- A. s. ammolegus: zuidelijk Arizona en noordwestelijk Mexico.
- A. s. pratensis: zuidoostelijk Canada en de oostelijke Verenigde Staten.
- A. s. floridanus: Florida.
- A. s. bimaculatus: centraal en zuidelijk Mexico, Guatemala, Nicaragua en Costa Rica.
- A. s. beatriceae: centraal Panama.
- A. s. cracens: noordelijk en oostelijk Guatemala, Belize, oostelijk Honduras en noordoostelijk Nicaragua.
- A. s. caucae: Colombia.
- A. s. savannarum: Jamaica.
- A. s. intricatus: Hispaniola.
- A. s. borinquensis: Puerto Rico.
- A. s. caribaeus: de Nederlandse Antillen.

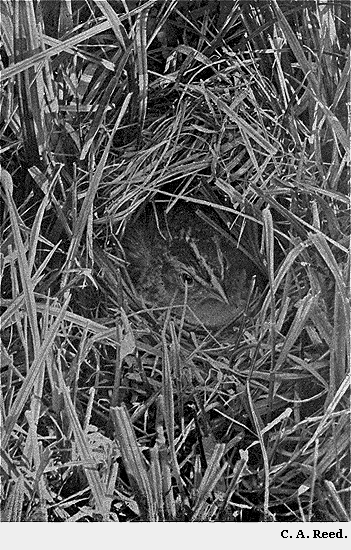
Nest van een sprinkhaangors